# Dog with a Blog
Dog With a Blog, chiamato anche Un Blog da Cani su Rai 2, è una sitcom statunitense trasmessa su Disney Channel dal 12 ottobre 2012. In Italia la serie è in onda dal 15 marzo 2013 su Disney Channel e dal 7 giugno 2014 anche su Rai 2, traducendo il titolo originale.
Il 4 febbraio 2013 la Disney ha confermato la serie per una seconda stagione e l'anno successivo anche per una terza stagione.
Il 28 marzo 2015 è stato annunciato da Beth Littleford che la serie terminerà con la terza stagione.

## Trama
Avery, Tyler e Chloe sono fratellastri che litigano in continuazione. Un giorno il padre psicologo decise di regalare loro un cane, Stan, per cercare di non farli più litigare. Appena scoprono che Stan può parlare, i tre si impegnano a mantenere il segreto ai loro genitori e ai loro amici per evitare che il cane venga utilizzato per gli esperimenti.

## Personaggi e interpreti

### Principali
- Avery Jennings (interpretata da G. Hannelius, doppiata da Agnese Marteddu)
È la sorellastra tredicenne di Tyler e Chloe; si è trasferita con la madre a vivere da loro dopo che i rispettivi genitori si sono conosciuti. Non sembra andare molto d'accordo con Tyler. È lei la ragazza intelligente e studiosa della famiglia. In più di un'occasione dice di voler diventare presidentessa degli Stati Uniti.
- Stan (doppiato da Stephen Full nella versione originale ed Alessandro Quarta in quella italiana)
Kuma lo ha interpretato per i primi 5 episodi, ma poi ha avuto un problema, morto in seguito nel 2018 ed è stato rimpiazzato con Mick, un incrocio tra un husky, un Golden Retriever e un pastore australiano; la sua proprietaria è Sara. Stan odia il cane della loro vicina e adora il gioco del Regno della Torre.
- Tyler James (interpretato da Blake Michael, doppiato da Flavio Aquilone)
È il fratello sedicenne di Chloe e fratellastro di Avery. È uno dei ragazzi più popolari della scuola e della città, cosa odiata molto da Avery. È un ragazzo un po' stupido, ma al tempo stesso è un genio della matematica.
- Chloe James (interpretata da Francesca Capaldi, doppiata da Arianna Vignoli)
Ha sette anni ed è la sorella minore di Tyler e sorellastra di Avery. È una bimba creativa e fantasiosa. È amica di Darcy.
- Bennet James (interpretato da Regan Burns, doppiato da Marco Mete)
È il padre di Tyler e di Chloe e patrigno di Avery; di professione fa lo psicologo infantile e cerca sempre di non far litigare Tyler e Avery utilizzando ogni mezzo a sua disposizione, senza però ottenere alcun risultato. Nei suoi libri fa sempre riferimenti indiretti ai figli e alla moglie.
- Ellen Jennings (interpretata da Beth Littleford)
È la madre di Avery e matrigna di Chloe e Tyler; ritiene che i metodi usati da Bennet per non far litigare Tyler e Avery non servano a molto. Dice di odiare i cani ma in realtà vuole bene a Stan. In un episodio compra un pappagallo.

### Secondari
- Lindsay (interpretata da Kaila Maisonet)
È la migliore amica di Avery. Le due si vogliono un mondo di bene e parlano sempre in coro.
- Nikki Ortiz (interpretata da Denyse Tontz)
È la vicina di casa di cui Tyler si è innamorato poi diventerà la sua fidanzata per un breve periodo; ha una cagnetta, Evita, molto odiata da Stan.
- Karl Fink (interpretato da LJ Benet)
È il vicino di casa e grande nemico di Avery. Ha da sempre cercato di scoprire il segreto di Stan e alla fine della seconda stagione ci riesce, ma promette di non aprire bocca.
- Falco (interpretato da Larry Joe Campbell)
È il proprietario del furgoncino dove lavora Tyler. È ancora un bambinone e non si assume troppe responsabilità.
- Max Edlstien (interpretata da Danielle Soibelman)
È un'amica di Avery e Lindsay. È pessimista e veste tutta di nero. Nonostante questo, è una brava persona.
- Wes Manning (interpretato da Peyton Meyer)
Ex compagno di scuola di Avery, innamorato di lei. Anche Avery si innamora di lui e perciò si mettono insieme. In un episodio però, si deve trasferire e allora i due si lasciano.
- Emily Adams (interpretata da Kathryn Newton)
È la nipote di Falco ed ex fidanzata di Tyler. I due hanno molte cose in comune ma Tyler capisce che è più attratto da Nikki.

## Episodi
| Stagione         | Episodi | Prima TV USA | Prima TV Italia |
| ---------------- | ------- | ------------ | --------------- |
| Prima stagione   | 22      | 2012-2013    | 2013-2014       |
| Seconda stagione | 24      | 2013-2014    | 2014-2016       |
| Terza stagione   | 23      | 2014-2015    | 2016            |

### Episodi speciali

#### Papà Stan
È il primo ed unico episodio speciale di un'ora della serie ed è della terza stagione. L'episodio è stato trasmesso in onda in Prima TV l'8 maggio 2015 negli Stati Uniti, mentre in Italia il 1º luglio 2016.

## Produzione
La serie è stata creata da Michael B. Kaplan, in precedenza co-creatore della serie I'm in the Band di Disney XD, di cui Stephen Full (il doppiatore di Stan in lingua originale) era precedentemente un membro del cast insieme a Beth Littleford, che ha avuto un ruolo ricorrente. G. Hannelius e Regan Burns erano stati ricorrentemente ospiti della serie nel corso della stagione. L'episodio pilota è stato diretto da Neal Israel. La serie è ambientata a Pasadena (California).

## Riconoscimenti
- 2015 - Kids' Choice Awards[4]
  - Nomination Programma TV per ragazzi preferito